# Geoffrey Toone
Geoffrey Toone (* 15. November 1910 
in Dublin; † 1. Juni 2005 in 
Northwood, Middlesex) war ein irischer Schauspieler. 

## Leben
Toone begann seine künstlerische Laufbahn 1931 an der Old Vic Theatre School. Nahezu 70 aktive Jahre als Schauspieler auf der Bühne, in Film und Fernsehen sollten folgen. Toone spielte am Londoner West End und ab 1934 neben John Gielgud in dessen New Theater Company. Weitere Stationen seiner Bühnenkarriere waren Liverpool, der New Yorker Broadway (Debüt 1948), Bristol und Toronto.
Bereits 1938 gab er sein Filmdebüt in der Production Sword of Honour. Er spielte unter der Regie von Carol Reed The Man between (1953), Douglas Sirk (Captain Lightfoot)
neben Yul Brynner im Musical Der König und ich (1956) sowie in Once more, with feeling, neben Roger Moore im Historienfilm Diane – Kurtisane von Frankreich (1956), neben Laurence Olivier in The Entertainer (1960), neben Christopher Lee im Horror-Film Terror der Tongs (1961) und neben Peter Cushing in der Filmversion der beliebten britischen Fernsehserie Dr. Who and the Daleks (1965).

## Filmografie (Auswahl)
- 1938: Sword of Honour
- 1953: Gefährlicher Urlaub (The Man Between)
- 1955: Wenn die Ketten brechen (Captain Lightfoot)
- 1955: Alfred Hitchcock Presents (1 Folge)
- 1956: Der König und ich (The King and I)
- 1956: Diane – Kurtisane von Frankreich (Diane)
- 1957: 714 antwortet nicht (Zero Hour!)
- 1958: Ivanhoe (Ivanhoe, Fernsehserie) (1 Folge)
- 1959: Noch einmal mit Gefühl (Once More, with Feeling!)
- 1960: Der Komödiant (The Entertainer)
- 1960: Terror der Tongs (The Terror of the Tongs)
- 1962: Kapitän Sindbad (Captain Sindbad)
- 1964: Kennwort: Reiher
- 1965: Dr. Who und die Daleks (Dr. Who and the Daleks)
- 1971: Die 2 (The Persuaders; Fernsehserie) (1 Folge)
- 1973: Die kleine Prinzessin (A Little Princess; Fernsehserie) (4 Folgen)
- 1976: Mit Schirm, Charme und Melone (The New Avengers; Fernsehserie) (1 Folge)
- 1981: Yes Premierminister (Yes Minister; Fernsehserie) (1 Folge)
- 1982: Das scharlachrote Siegel (The Scarlet Pimpernel)
- 1988: Feuersturm und Asche (War and Remembrance; Fernsehserie) (1 Folge)
- 1991–1993: Jeeves and Wooster – Herr und Meister (Jeeves and Wooster; Fernsehserie)
- 1994: Middlemarch (Fernsehserie; Fernsehserie)
- 1997: Apokalypse Watch (The Apocalypse Watch)